# Esperanza (Santa Cruz)
Esperanza o La Esperanza es una localidad argentina del departamento Güer Aike de la Provincia de Santa Cruz. Está ubicada en el cruce de la Ruta Provincial 5 con las Rutas Provinciales 2 y la  RN 40, ex recorrido de la RP 7a orillas del brazo norte del río Coig y a mitad de camino entre El Calafate y Río Gallegos.

## Características
Cuenta con un hotel, una posta sanitaria y gasolinera, aunque aún no posee servicios de agua corriente ni gas domiciliario. La estancia y el poblado fueron fundados por Guillermo Ness a principios del siglo XX. Se llegó a la llamar Pueblo Ness o Esperanza Ness. En 2015, en las instalaciones de Servicios Públicos Sociedad del Estado, se procedió a la apertura de la licitación para el abastecimiento de gas natural para el paraje La Esperanza.
El asentamiento humano en cuestión forma parte de la futura interconexión entre Pico Truncado, Río Turbio y Río Gallegos del Sistema Interconectado Nacional.

## Población
Durante el censo nacional de 2010 fue considerada como población rural dispersa y se estimó su población en 135 habitantes.
El censo 2022 registró una población de 49 habitantes que se repartieron entre 29 hombres y 20 mujeres. Sin embargo, las cifras obtenidas fueron estimativas solo teniendo en cuenta a la población en viviendas particulares; es decir, excluyendo del dato a la población institucional y las personas sin hogar. Gracias a este censo también fue posible conocer su densidad y tamaño urbano.